# Luca Ghini
Pour les articles homonymes, voir Ghini.
Luca Ghini, né en 1490 à Imola et mort le 4 mai 1556 à Bologne, est un médecin et un botaniste italien.

## Biographie
Luca Ghini étudie la médecine à l'université de Bologne où il commence à enseigner en 1527. Il obtient une chaire en 1539. Il fait paraître son premier herbier en 1544 et fonde, la même année, le jardin botanique de Pise grâce à l'appui de Cosme Ier de Médicis. Il est titulaire de la chaire de botanique de Bologne.
Ghini ne laisse aucun écrit derrière lui mais son influence est considérable sur les botanistes de son époque. Il est l'un des rares à se préoccuper des bases théoriques de la botanique. On lui attribue l'invention de l'herbier (baptisé alors hortus siccus ou jardin séché), vers 1520 ou 1530, mais il semblerait que l'on en connaissait cette conservation des plantes bien plus tôt. Son herbier, qu'il cite dans sa correspondance, rassemblait 300 plantes différentes mais n'a pas été conservé. Ghini est certainement l'initiateur de l'utilisation de l'herbier à des fins pédagogiques : les trois plus anciens herbiers que l'on connaît sont ceux de ses élèves. Son autre innovation en matière d'enseignement fut de faire étudier à ses élèves les plantes à partir de spécimens vivants (récoltés ou in situ) plutôt que des illustrations, souvent peu fiables. Cette méthode le poussera à créer le premier jardin botanique utilisé uniquement à des fins d'enseignement, à Pise, en 1543. Deux ans après seulement, deux autres jardins de ce type virent le jour, à Padoue puis à Florence.
On compte parmi ses élèves des naturalistes renommés, provenant de toute l'Europe : William Turner (v. 1510-1568), Pierandrea Mattioli (1501-1577), Ulisse Aldrovandi (1522-1605)...
Luca Ghini meurt à Bologne le 4 mai 1556 dans la pauvreté et est enterré dans la basilique Santa Maria dei Servi.